# Тейлор (Мичиган)
Тейлор (англ.  Taylor ) — город в округе Уэйн, штат Мичиган, США. По данным переписи 2020 года, его население составляло 63 409 человек. Тейлор — пятый по численности населения город в округе Уэйн и 17-й по численности населения город в Мичигане.
Первоначально этот район был тауншипом, известным как тауншип Тейлор, который был организован в 1848 году, а позднее, в 1968 году, получил статус города Тейлор. Тейлор — самый густонаселенный муниципалитет сообщества Даунривер, расположенный примерно в 8 км к западу от южной границы Детройта и примерно в 24,1 км к юго-западу от центра Детройта.
В Тейлоре находятся торговый центр Southland Center, спортивный комплекс Taylor Sportsplex, больница Beaumont Hospital – Taylor, кампус Downriver окружного колледжа округа Уэйн, а также место основания пиццерии Hungry Howie's Pizza. В городе также находился ныне снесённый торговый центр Гибралтар. В черте города расположен парк «Херитедж», где в августе проходит Мировая серия юниорской бейсбольной лиги, на которую приглашаются молодые бейсболисты со всего мира. Город обслуживается школьным округом Тейлор.